# Óscar Eduardo Sánchez
Óscar Sánchez (Manizales, Caldas, 14 de mayo de 1985) es un ciclista colombiano. Actualmente corre para el equipo ciclista colombiano de categoría Continental el Equipo Continental Supergiros.

## Biografía
En la categoría júnior, ganó la Vuelta del Porvenir de Colombia en 2002 y al año siguiente se coronó campeón nacional de ruta y vicecampeón en contrarreloj en la misma categoría. En 2006, llegó al equipo Colombia es Pasión, creado esa temporada y se confirmó como una joven promesa al ganar en 2007 la Vuelta de la Juventud (más 2 etapas) y en Francia ganó una etapa de la Ronde de l'Isard d'Ariège, carrera también limitada a corredores menores de 23 años. Luego de ese buen año, en 2008 estuvo alejado de las competiciones gran parte de la temporada debido a una lesión de rodilla y de allí en más, no logró reahacerse con su nivel.
Buscando cambiar de aire, en 2011 dejó al equipo Colombia es Pasión y fichó por el GW-Shimano, donde coincidió con ciclistas reconocidos como Félix Cárdenas y Marlon Pérez.
En la segunda mitad de la temporada 2012, logró una destacada 4.ª posición en el Clásico RCN, donde también ganó una etapa y finalizó el año ganando su primera carrera por etapas en élite, la Vuelta a Costa Rica.
En 2013 continuó ligado al GW-Shimano y en abril ganó una nueva carrera fuera de fronteras, la Vuelta a Guatemala.
Para el 2016 hace parte del equipo ciclista colombiano de categoría Continental el Strongman Campagnolo Wilier, donde corre el Tour de San Luis al inicio de la temporada.

## Palmarés
2002
- Vuelta del Porvenir de Colombia

2006
- 1 etapa de la Vuelta a Guatemala

2007
- Vuelta de la Juventud de Colombia
- 1 etapa de la Ronde de l'Isard d'Ariège sub-23

2012
- Vuelta a Costa Rica, más 2 etapas

2013
- Vuelta a Guatemala, más 1 etapa
- 1 etapa de la Vuelta a Colombia
- 2.º en el UCI America Tour

2014
- 1 etapa de la Vuelta a Río Grande del Sur

2018
- 1 etapa del Tour de Gila
- 1 etapa de la Vuelta Michoacán

## Equipos
- Colombia es Pasión (2006-2010)
- Funvic Brasilinvest-São José dos Campos (2014)
- Orgullo Antioqueño (2015)
- Strongman Campagnolo Wilier (2016-2017)
- Canel's-Specialized (2018-2019)
- Equipo Continental Supergiros (2020-)